# ستريانو
ستريانو، (بالإنجليزية: Striano)‏، (اللاتينية:Histrianus)، هي (بلدية) في مدينة نابولي متروبوليتان، كامبانيا، جنوب إيطاليا.

## السكان
في سنة 1861 بلغ عدد السكان 1٬508 نسمة، وتطور العدد ليصل في سنة 2011 لـ 8٬204 نسمة.
يظهر هذا المخطط البياني تطور النمو السكاني لـ ستريانو

## توأمة
لستريانو اتفاقيات توأمة مع كل من:
- San Lorenzello [الإنجليزية]‏
- سان سيفيرو
- فراتاماجوري
- فياريدجو
- Montoro Inferiore [الإنجليزية]‏